# Cristòfol Diumeró i Saurí
Cristòfol Diumeró i Saurí (segle xviii - segle XIX) fou organista interí de Santa Maria de Mataró entre els anys 1814 i 1815.
Després de la renúncia al càrrec de Josep Matarrodona el 1814, el prevere Josep de Molina no pren possessió, i interinament el càrrec l'exerceix el prevere Cristòfol Diumeró fins al 1815, any que fou succeït per Josep Menéndez.